# Dan Olaru
Dan Olaru (Chisináu, 11 de noviembre de 1996) es un deportista moldavo que compite en tiro con arco, en la modalidad de arco recurvo.
Ganó dos medallas en el Campeonato Europeo de Tiro con Arco al Aire Libre, en los años 2016 y 2018, y dos medallas en el Campeonato Europeo de Tiro con Arco en Sala, en los años 2017 y 2025.
Fue el abanderado de Moldavia en las ceremonias de apertura de los Juegos Olímpicos de Londres 2012, Tokio 2020 y París 2024 (en estas dos últimas ocasiones con la arquera Alexandra Mîrca).

## Palmarés internacional
| Campeonato Europeo al Aire Libre | Campeonato Europeo al Aire Libre | Campeonato Europeo al Aire Libre | Campeonato Europeo al Aire Libre |
| Año                              | Lugar                            | Medalla                          | Prueba                           |
| -------------------------------- | -------------------------------- | -------------------------------- | -------------------------------- |
| 2016                             | Nottingham (Reino Unido)         | Medalla de oro                   | Equipo mixto                     |
| 2018                             | Legnica (Polonia)                | Medalla de plata                 | Individual                       |
| Campeonato Europeo en Sala       |                                  |                                  |                                  |
| Año                              | Lugar                            | Medalla                          | Prueba                           |
| 2017                             | Vittel (Francia)                 | Medalla de plata                 | Individual                       |
| 2025                             | Samsun (Turquía)                 | Medalla de bronce                | Equipo                           |